# Morpho andromachus
Morpho andromachus är en fjärilsart som beskrevs av Pieter Cramer 1779. Morpho andromachus ingår i släktet Morpho och familjen praktfjärilar. Inga underarter finns listade i Catalogue of Life.